# 현악 사중주 1번 (베토벤)
《현악 사중주 1번 바장조, 작품 번호 18-1》은 루트비히 판 베토벤에 의해 쓰인 여섯 개의 현악 사중주, 작품 번호 18 세트의 첫 번째 작품이다.

## 개요
여섯 개의 사중주, 작픔 번호 18 세트는 베토벤이 그의 친구이자 바이올린 연주자였던 카를 아멘다의 고용주, 요제프 프란츠 폰 롭코비츠 공작을 위한 임무를 수행하기 위해 1798년에서 1800년 사이에 작곡한 것으로, 베토벤의 중기 이후의 곡풍과는 달리 아직 하이든에 의해 확립된 형식을 충실히 따르고 있는 것으로 되어 있다. 하지만, 이 세트가 출간된 시기에는, 베토벤의 첫 교향곡, 《1번 다장조, 작품 번호 21》도 작곡되고 있어, 베토벤이 본격적으로 음악가로서의 개성을 확립하기 시작한 시기의 한 곡집으로서, 매우 중요한 위치를 차지하고 있는 것이라고 볼 수 있다.   
세트를 이루는 여섯 개의 사중주는 1801년에 빈의 트란퀼로 몰로 출판사에 의해 각각 세 개의 사중주로 구성된 두 권의 책으로 간행되었고, 헌정은 세트의 의뢰자였던 롭코비츠 공작에게 이루어졌다. 장르 일련 번호는 작곡 순서와 일치하지 않는다. 베토벤은 현악 사중주 1-6번을 3·1·2·5·4·6번의 순서로 작곡했다. 따라서 사중주 1번은 작품 번호 18 세트에서 두 번째로 작곡된 것이다. 베토벤이 1번 사중주가 되어야 할 3번 사중주 대신에 이 2번이 되어야 할 사중주를 1번 사중주로 정한 것은, 동지였던 바이올리니스트 이그나츠 슈판치히의 권유에 의한 것으로 보인다. 이 1번 사중주가 완성된 것은 적어도 1799년 6월 25일 이전이며, 또한 출판 전에 수정 작업이 있었다.  

이 사중주 1번의 초기 버전은 따로 존재한다. 1799년 3월에 카를 아멘다에게 사본의 초기 , 버전 사중주를 보냈던 베토벤은 1801년 7월 1일에 아멘다에게 그 초기 버전을 누구에게도 보여 주거나 연주하지 말 것을 요청하는 편지를 썼다. 그는 사중주 작품에 대해 배울 것이 많았다고 적었고, 새 버전의 작품을 완성했다고 덧붙였다:  
"자네가 갖고 있는 사중주를 아무에게도 넘겨주지 않도록 조심하게. 왜냐하면 나는 그것을 많이 수정했기 때문이네. 이제서야 나는 정확한 사중주를 쓸 수 있다는 자신감이 생겼네." 
아멘다에 따르면, 사중주 1번의 제2악장은 셰익스피어가 쓴 로미오와 줄리엣의 무덤 장면에서 영감을 받았다. 아멘다가 처음에 본 버전과 나중에 출판사에 보내진 버전 사이에는 큰 차이가 있다. 예를 들어 2악장은 처음에는 아다지오 몰토였으나, 나중에 아다지오 아페투오소 에드 아파시오나토로 바뀌었다. 피날레의 주제는 초기 작품인 《현악 삼중주 5번 다단조, 작품 번호 9-3》의 피날레로부터 거의 그대로 가져온 것이다. 초기 버전은 나중에 《Hess 32》의 카탈로그 번호로 출판되었고, 카를 아멘다에게 헌정되었다.

## 구성
작품은 세트의 다른 모든 사중주와 마찬가지로 4악장 형식을 따른다:
1. Allegro con brio
2. Adagio affettuoso ed appassionato
3. Scherzo. Allegro molto
4. Allegro

연주 시간은 30분 정도가 소요된다.

### 제1악장. 알레그로 콘 브리오
바장조, 3/4 박자.
첫 번째 악장은 많은 서정적 특성이 섞여 있는 Allegro con brio ("알레그로 콘 브리오/힘차고 빠르게")이다. 멜로디의 전환과 함께 바장조의 음고를 중심으로 한 서두의 동기는 악장 전반에 걸쳐 다양한 방식으로 돌아오는 중요한 동기이다. 음악은 서두의 동기와 악장을 마무리하기 위한 다양한 창의적(때로는 놀라운) 표현으로 돌아가기 전에 조성이 단조로 바뀌는 전개부에서 더 불같은 성격을 띠고 있다.

### 제2악장. 아다지오 아페투오소 에드 아파시오나토
라단조, 9/8 박자.
베토벤의 스케치는 셰익스피어의 로미오와 줄리엣의 무덤 장면을 묘사할 의도로 두 번째 악장인 아다지오를 작곡했음을 보여준다. 악장에 대한 베토벤의 표시는 Adagio affetuoso ed appassionato ("아다지오 아페투오소 에드 아파시오나토/매우 느리게, 사랑스럽게 그리고 열정적으로")라고 되어 있으며, 이 감정은 다른 악기로부터 움직이는 셋잇단음표의 리듬을 통해 노래하는 서두의 바이올린 멜로디와 함께 즉시 두드러진다. 멜로디는 다시 첼로를 타고 돌아와 씁쓸하면서도 달콤한 방식으로 전개되며, 한동안 단조의 조성에서 장조로 잠시 이동한다. 멜로디가 돌아오기 전에, 이번에는 훨씬 더 동요된 반주에 대한 폭풍 전개가 있다. 베토벤의 하이-텐션 화음 사이에 침묵을 사용하는 것은 독창적이며 극적인 매력을 가지고 있다.

### 제3악장. 스케르초. 알레드로 몰토
바장조, 3/4 박자.
세 번째 악장은 울퉁불퉁한 악구 구조와 활기가 넘치는 악센트가 놀라움과 유쾌함을 제공하는 영리하고 유쾌한 스케르초이다. 트리오 부분에서 제1바이올린은 수많은 찬란한 패시지로 바쁘게 유지된다.

### 제4악장. 알레그로
바장조, 2/4 박자.
마지막 악장은 첫 번째 악장과 마찬가지로 여러 창의적인 방법으로 서두의 동기를 발전시키는 즐거운 알레그로이다. 바이올린에 의해 도입된 이 동기는 빠르게 움직이는 셋잇단음표의 반복 진행에 기반을 두고 있으며, 그 효과는 특히 기교적이다.

## 현악 사중주 바장조, Hess 32
현악 사중주 바장조, Hess 32은 전술한 바와 같이 이 현악 사중주 1번, 작품 번호 18-1의 초기 버전이다. (관련 내용은 전술한 내용을 참고할 것.)
악장 구성은 다음과 같다. 연주 시간은 30분 정도가 소요된다.
1. 알레그로 콘 브리오
2. 아다지오 몰토
3. 스케르초. 알레그로
4. 알레그레토